# João Pedro Marques
João Pedro Simões Marques (Lisboa, 15 de junho de 1949) é um historiador e romancista português, especialista em História da escravatura e da sua abolição.

## Biografia
Fez o ensino secundário no Liceu Nacional de Oeiras, tendo, depois, ingressado no curso de Engenharia no Instituto Superior Técnico da Universidade Técnica de Lisboa, curso que frequentou em 1967 e 1968 mas que não prosseguiu por clara falta de vocação para a área. 
Fez o serviço militar obrigatório entre 1971 e 1974 e foi só depois disso que decidiu voltar a estudar, já não Engenharia, mas sim História. Em 1980 concluiu a sua licenciatura em História, na Faculdade de Letras da Universidade de Lisboa. 
Iniciou, por essa altura, a sua actividade letiva como professor do ensino secundário, actividade essa que manteve até final de 1987. Durante esse período concluiu o curso de Formação de Professores na Escola Superior de Educação de Lisboa do Instituto Politécnico de Lisboa e manteve a sua atividade de investigação histórica. Dedicou-se, em particular, ao estudo do nomadismo, tendo chegado a publicar um artigo sobre a natureza do nomadismo euro-asiático na L’Homme, a prestigiada revista francesa de antropologia. 
No final de 1987 abandonou o ensino secundário para ingressar na carreira de investigação, no Centro de Estudos Africanos e Asiáticos do Instituto de Investigação Científica Tropical, onde permaneceu até 2010. Entre 1990 e 1993 foi assistente convidado do Departamento de História da Faculdade de Ciências Sociais e Humanas da Universidade Nova de Lisboa, tendo lecionado a cadeira de História de África no Mestrado de História dos Descobrimentos e da Expansão Portuguesa. Em 1999 doutorou-se em História pela Faculdade de Ciências Sociais e Humanas da Universidade Nova de Lisboa. Foi Presidente do Conselho Científico do Instituto de Investigação Científica Tropical, em 2007–2008.
A entrada e permanência nesse instituto de investigação obrigou-o a mudar radicalmente a sua área de estudos, que passou a ser a História da escravatura e de outras questões coloniais com ela relacionadas. Foi nessa área de estudos que atingiu relevo e notoriedade como historiador, tanto em Portugal como no estrangeiro. Efetivamente, foi autor dos primeiros (e, até à data, únicos) estudos aprofundados sobre a forma como Portugal lidou com o problema da abolição do tráfico de escravos e da escravidão. O seu livro Os Sons do Silêncio. O Portugal de Oitocentos e a Abolição do Tráfico de Escravos foi considerado pela revista Análise Social “uma pedra angular para a História de Portugal, assim como para a de Angola e do Brasil”. O livro foi traduzido para inglês, publicado em Nova Iorque e Oxford e teve um assinalável impacto entre os historiadores estrangeiros da especialidade porque veio colmatar uma grande e muito lamentada lacuna. De facto, pouco se sabia sobre a forma como Portugal, o pioneiro do tráfico transatlântico de escravos, pusera fim à sua participação nesse comércio. João Pedro Marques preencheu essa lacuna historiográfica e o seu trabalho foi elogiado no estrangeiro por um grande número de historiadores e revistas de História. 
É autor de dezenas de artigos, recensões críticas e de oito livros sobre temas coloniais. Num desses livros, Revoltas Escravas: Mistificações e Mal-entendidos, argumentou que, ao contrário do que se pensa e geralmente se afirma, as resistências e revoltas dos escravos tiveram pouca influência na abolição da escravidão e que foi a ação dos abolicionistas ocidentais, com os ingleses em primeiro plano, que levou ao seu fim. O livro foi traduzido para língua inglesa e viria a ter assinalável repercussão na sua área de estudos, tornando-se central no debate sobre as causas que terão levado à abolição da escravidão. Esse debate ainda prossegue, suscitando livros de resposta de outros historiadores e estendendo-se por seminários de universidades norte-americanas e europeias. 
Em 2010 João Pedro Marques deixou o Instituto de Investigação Científica Tropical e a carreira de investigação para se dedicar à literatura. Escreveu até ao momento oito romances (sete deles históricos), todos publicados pela Porto Editora. 
Se bem que no período anterior a 2010 João Pedro Marques já tivesse escrito em jornais e revistas, foi sobretudo a partir de 2010 que essa atividade se tornou mais frequente, sendo (ou tendo sido) colaborador regular de vários jornais, entre os quais o Público , o Diário de Notícias e o Observador.

## Vida pessoal
É pai da humorista, guionista e comunicadora Joana Marques. e de Vasco Baptista Marques, filósofo de formação e crítico de cinema do jornal Expresso.

## Livros

### Historiografia
- Os Sons do Silêncio. O Portugal de Oitocentos e a Abolição do Tráfico de Escravos, Imprensa de Ciências Sociais, Lisboa, 1999.
- Portugal e a Escravatura dos Africanos, Imprensa de Ciências Sociais, Lisboa, 2004.
- The Sounds of Silence. Nineteenth-century Portugal and the Abolition of the Slave Trade, Berghahn Books, New York e Oxford, 2006.
- Revoltas Escravas: Mistificações e Mal-Entendidos, Guerra e Paz, Lisboa, 2006.
- Sá da Bandeira e o Fim da Escravidão. Vitória da Moral, Desforra do Interesse, Imprensa de Ciências Sociais, Lisboa, 2008.
- Who Abolished Slavery? Slave Revolts and Abolitionism. A Debate with João Pedro Marques, editado por Seymour Drescher e P. C. Emmer, Berghahn Books, New York e Oxford, 2010 (em co-autoria com os outros participantes no debate).
- Escravatura. Perguntas e Respostas, Guerra e Paz, Lisboa, 2017.
- Combates Pela Verdade. Portugal e os Escravos, Guerra e Paz, Lisboa, 2020.
- Revoltas Escravas. Mistificações e Mal-Entendidos, Guerra e Paz, Lisboa, 2022 (nova versão, revista e actualizada do livro de 2006)
- Descobrimentos e Outras Ideias Politicamente Incorrectas, Guerra e Paz, Lisboa, 2023.

### Literatura
- Os Dias da Febre, Porto Editora, Lisboa, 2010.
- Uma Fazenda em África, Porto Editora, Lisboa, 2012.
- O Estranho Caso de Sebastião Moncada, Porto Editora, Lisboa, 2014.
- Do Outro Lado do Mar, Porto Editora, Lisboa, 2015.
- Vento de Espanha, Porto Editora, Lisboa, 2017.
- A Aluna Americana, Porto Editora, Lisboa, 2019.
- O Prazer de Guiar, Porto Editora, Lisboa, 2021.
- Até ao Fim da Terra, Porto Editora, Lisboa, 2023.